# Klara Kluk
 Klara Kluk  er en af de mange bifigurer til Mickey Mouse, som blev skabt i de tidlige tegnefilm, hun huskes især for sin meget særprægede måde at synge opera på, en enkelt gang, i filmen Mickeys Grand Opera, var det i duet med Anders And. I modsætning til f.eks. Fedtmule blev hun aldrig en hovedfigur, men han holdt længe som bifigur i tegneserierne.
Hun blev ikke rigtig brugt i tidlige serier, men hun fik en renæssance senere som veninde til Minnie Mouse, og hun kan sågar optræde i andeuniverset fra tid til anden som veninde til Andersine And.
Hun kan i visse historier være temmelig dum; i andre kan hun være klog, når hun skal hjælpe sine veninder ud af en knibe.